# Mesnil-Panneville
Mesnil-Panneville és un municipi francès situat al departament del Sena Marítim i a la regió de Normandia. L'any 2007 tenia 622 habitants.

## Demografia

### Població
El 2007 la població de fet de Mesnil-Panneville era de 622 persones. Hi havia 208 famílies de les quals 24 eren unipersonals (4 homes vivint sols i 20 dones vivint soles), 82 parelles sense fills, 94 parelles amb fills i 8 famílies monoparentals amb fills.
La població ha evolucionat segons el següent gràfic:
Habitants censats

### Habitatges
El 2007 hi havia 220 habitatges, 215 eren l'habitatge principal de la família, 1 era una segona residència i 4 estaven desocupats. 216 eren cases i 3 eren apartaments. Dels 215 habitatges principals, 185 estaven ocupats pels seus propietaris, 27 estaven llogats i ocupats pels llogaters i 3 estaven cedits a títol gratuït; 3 tenien dues cambres, 15 en tenien tres, 48 en tenien quatre i 150 en tenien cinc o més. 185 habitatges disposaven pel capbaix d'una plaça de pàrquing. A 68 habitatges hi havia un automòbil i a 142 n'hi havia dos o més.

### Piràmide de població
La piràmide de població per edats i sexe el 2009 era:
| Homes | Edats   | Dones |
| ----- | ------- | ----- |
| 0     | 95 o +  | 0     |
| 0     | 90 a 94 | 0     |
| 4     | 85 a 89 | 0     |
| 0     | 80 a 84 | 4     |
| 4     | 75 a 79 | 0     |
| 0     | 70 a 74 | 0     |
| 12    | 65 a 69 | 16    |
| 20    | 60 a 64 | 8     |
| 4     | 55 a 59 | 12    |
| 20    | 50 a 54 | 32    |
| 40    | 45 a 49 | 20    |
| 4     | 40 a 44 | 8     |
| 12    | 35 a 39 | 20    |
| 36    | 30 a 34 | 36    |
| 8     | 25 a 29 | 8     |
| 20    | 20 a 24 | 16    |
| 12    | 15 a 19 | 12    |
| 16    | 10 a 14 | 20    |
| 4     | 5 a 9   | 32    |
| 12    | 0 a 4   | 24    |

## Economia
El 2007 la població en edat de treballar era de 413 persones, 305 eren actives i 108 eren inactives. De les 305 persones actives 289 estaven ocupades (158 homes i 131 dones) i 17 estaven aturades (6 homes i 11 dones). De les 108 persones inactives 45 estaven jubilades, 30 estaven estudiant i 33 estaven classificades com a «altres inactius».

### Ingressos
El 2009 a Mesnil-Panneville hi havia 215 unitats fiscals que integraven 618 persones, la mediana anual d'ingressos fiscals per persona era de 18.812 €.

### Activitats econòmiques
Dels 13 establiments que hi havia el 2007, 1 era d'una empresa de fabricació d'altres productes industrials, 3 d'empreses de construcció, 5 d'empreses de comerç i reparació d'automòbils, 1 d'una empresa de transport, 1 d'una empresa financera, 1 d'una empresa de serveis i 1 d'una empresa classificada com a «altres activitats de serveis».
Dels 3 establiments de servei als particulars que hi havia el 2009, 1 era un paleta i 2 electricistes.
L'any 2000 a Mesnil-Panneville hi havia 28 explotacions agrícoles que ocupaven un total de 550 hectàrees.

## Equipaments sanitaris i escolars
El 2009 hi havia una escola elemental.

## Poblacions més properes
El següent diagrama mostra les poblacions més properes.